# 李慶嗣
李慶嗣，洺州（今河北省邯郸市永年区东广府城）人，金朝医学家。
李庆嗣年轻时举进士不中第，放弃科举开始学医，读《素问》等书，通晓其义。天德年间，遇到普遍流行的瘟疫，广平（洺州）更加严重，贫民往往全家卧病。李广嗣带着药和米分送给他们，挽救了很多人的性命。李庆嗣八十余岁时，无疾而终。著有《伤寒纂类》四卷、《改证活人书》三卷、《伤寒论》三卷、《针经》一卷，流传于世。